# De Trut

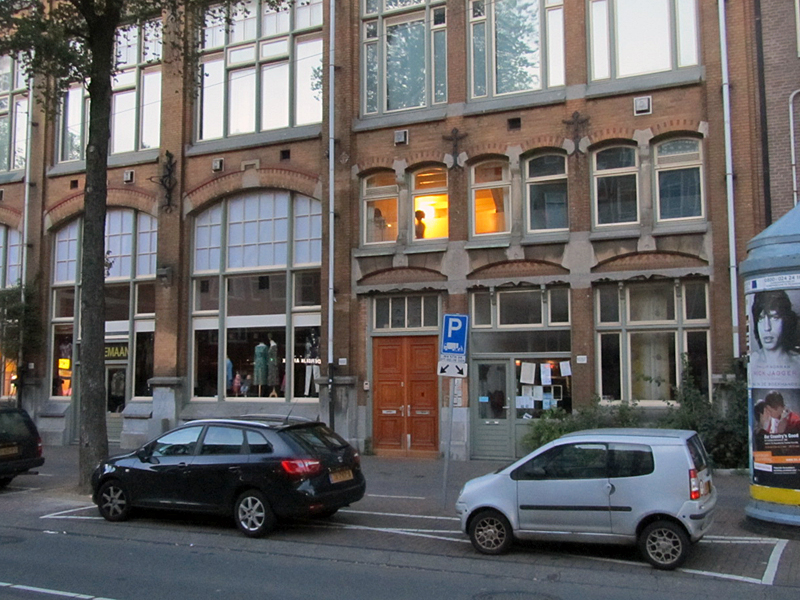
Ingang (midden) van De Trut aan de Bilderdijkstraat in Amsterdam (foto uit 2012)

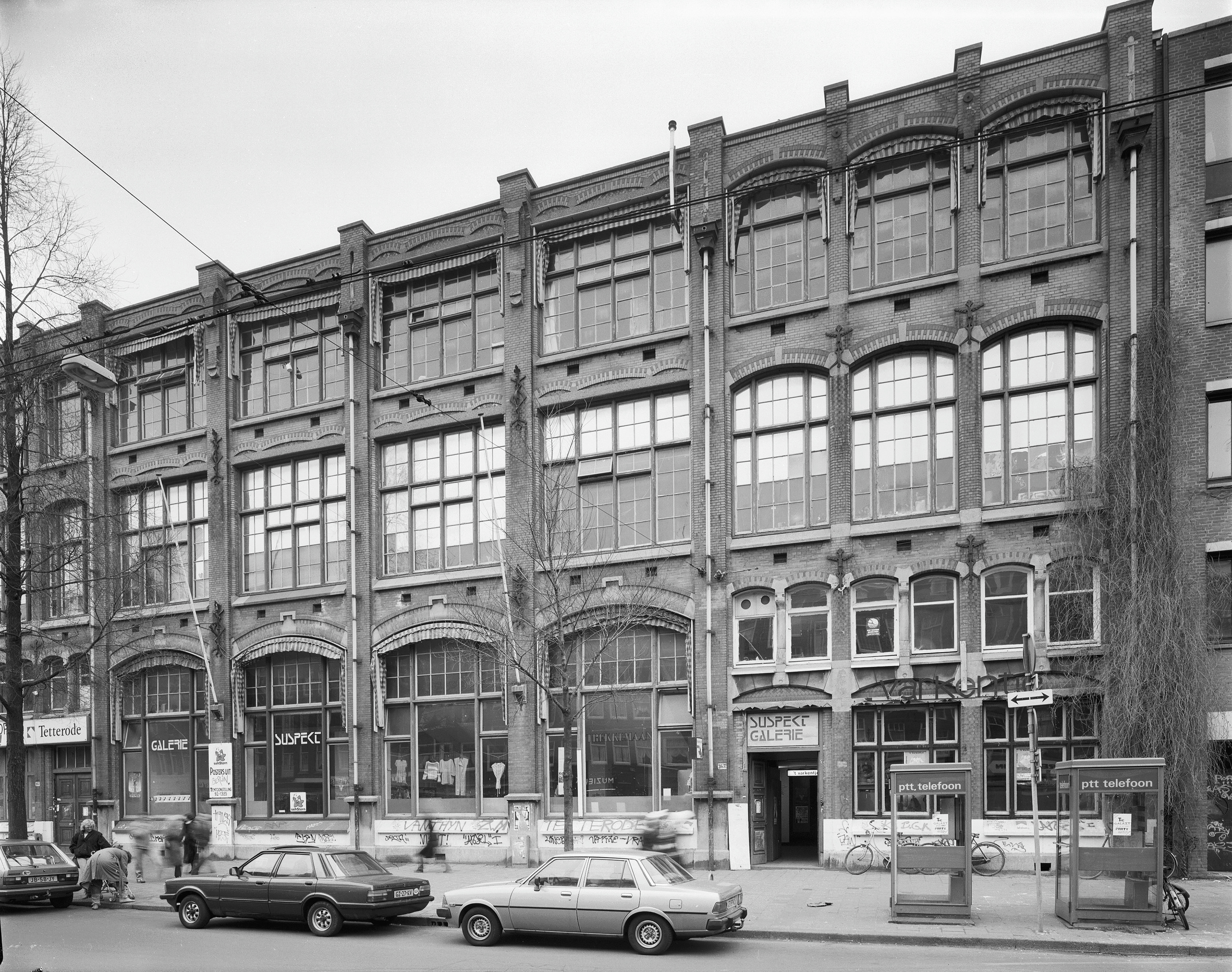
Het Tetterode-complex in 1985

De Trut is een alternatieve, niet-commerciële homodiscotheek in Amsterdam, die in 1985 ontstond uit krakersdisco Flux. De Trut is gevestigd in een kelder van het krakerscomplex Tetterode aan de Bilderdijkstraat 165E.

## Ontstaan
In 1981 werd het monumentale complex van de voormalige lettergieterij Tetterode in de Bilderdijkstraat gekraakt. Er werd een convenant gesloten met de eigenaar van het pand en op basis daarvan mochten de krakers blijven, mits zij de binnenkant van het complex zouden opknappen. Onder de naam De Rode Tetter groeide het gebouw in de jaren tachtig en negentig uit tot een gemeenschap van enkele honderden mensen.
Rond 1982 werd hier ook de krakersdisco Flux gestart. Hoewel dit in de eerste plaats een krakersdisco was, kwamen er ook veel homoseksuele jongeren. Op een gegeven moment vonden zij dat "leven als pot of flikker" en "kraken" niet altijd even goed met elkaar te combineren waren en wilden zij een eigen plek hebben. De vrijwilligers van de Flux stonden daar positief tegenover en stelden de ruimte en de inventaris van de Flux ter beschikking. Zo ontstond in december 1985 De Trut als een niet-commerciële "potten- en flikkerdiscotheek".

## Kenmerken
De Trut onderscheidt zich op diverse punten van reguliere commerciële discotheken. Zo is De Trut alleen op zondagavond geopend en wordt al het werk gedaan door een groep van ca. twintig vrijwilligers. De organisatie vindt het zorgen voor een goede sfeer, goede muziek, betaalbare prijzen en een veilige omgeving belangrijker dan winst maken. 
De huisregels bepalen niet alleen dat er geen foto's en video-opnamen gemaakt mogen worden (ter bescherming van mensen die nog niet uit de kast zijn), maar ook dat er geen gebruik gemaakt mag worden van mobiele telefoons. Het daarmee versturen van sms-berichten en gebruikmaken van sociale media zou ten koste gaan van de gezelligheid ter plaatse. 
Omdat De Trut in de eerste plaats bedoeld is voor mensen die zich lesbienne of homoseksueel noemen, is ten onrechte het beeld ontstaan dat hetero's er niet in zouden mogen. Zij mogen er wel degelijk naar binnen, mits zij daar geen "hinderlijk heteroseksueel gedrag" vertonen.
Een concreet voorbeeld daarvan deed zich aan het begin van de 21e eeuw voor, toen de latere Amsterdamse wethouder Pieter Litjens in de Trut uitgebreid met zijn vriendin stond te zoenen, waarna zij direct het pand werden uitgezet. Dit tot grote woede van een meegekomen vriend van Litjens die wel homoseksueel is.

## Jongste ontwikkelingen
In 2009 ontstond enige commotie toen De Trut liet aankondigen dat de zaak door de weinig populaire horecamagnaat Sjoerd Kooistra zou worden omgebouwd tot een commerciële club. Achteraf bleek dit een zorgvuldig geregisseerde grap te zijn geweest om duidelijk te maken waar De Trut precies voor staat, namelijk een door vrijwilligers gerunde gay discotheek, waarbij de winst naar goede doelen gaat.
Een jaar later was er opnieuw ophef rond De Trut, toen fotograaf Erwin Olaf ruzie kreeg met enkele Marokkaanse jongens die voor de deur jonge homoseksuelen lastigvielen. Dit voorval leidde tot de nodige mediaberichten en in het vervolg daarop organiseerde Erwin Olaf in Paradiso een Black Tea Party als uiting tegen het toenemende anti-homogeweld.
De Trut zelf won in 2010 het Roze Lieverdje, de homo-emancipatieprijs van GroenLinks in Amsterdam. Op 22 januari 2011 vierde De Trut haar 25-jarig bestaan met een groot jubileumfeest in het COC-gebouw aan de Rozenstraat en met een donatie van 25.000,- euro aan de lgbt-divisie van Human Rights Watch.

## Trutfonds en Trut Award
Omdat discotheek De Trut gerund wordt door vrijwilligers en gevestigd is in een kraakpand, zijn de kosten relatief laag. De winst die zo gemaakt wordt, moet volgens de statuten  geheel ten goede komen aan kleinschalige "potten- en flikkeractiviteiten". De winst wordt daartoe ingebracht in het Trutfonds, dat beheerd wordt door een commissie van ten minste vijf personen en waarmee regelmatig Nederlandse projecten op het gebied van homoseksualiteit en hiv worden ondersteund.
Sinds 2004 wordt door het Trutfonds de Trut Award uitgereikt aan een organisatie, een project of een persoon die zich bijzonder heeft ingezet voor de homo-emancipatie of hiv/aids-gerelateerde thema's. De prijs bestaat uit een oorkonde en een bedrag van 2500,- euro. Winnaars van de Trut Award waren:
- 2004: Stichting Habibi Ana, exploitant van het gelijknamige Arabische homocafé dat in 2013 is gesloten.[7]
- 2012: Gay-K, een documentaire over de eerste Gay Pride in Oekraïne.
- 2014: Roze Buddyzorg[8]